# Atentat na Adolfa Hitlerja leta 1944
20. julija 1944 so Claus von Stauffenberg in drugi njegovi zarotniki poskušali ubiti Adolfa Hitlerja, firerja nacistične Nemčije, znotraj njegovega poljskega štaba Volčje gnezdo blizu Rastenburga v Vzhodni Prusiji. Ime Operacija Valkyrie - prvotno se je nanašala na del zarote - je postalo povezano s celotnim dogodkom.
Cilj atentata je bil odvzeti politični nadzor nad Nemčijo in njenimi oboroženimi silami od nacistične stranke (vključno s SS) in čim prej doseči premirje z zahodnimi zavezniki. Podrobnosti mirovnih pobud zarotnikov ostajajo neznane, vendar bi vključevale nerealistične zahteve za potrditev obsežne aneksije Nemčije evropskemu ozemlju.     
Dogodek je povzročil vrhunec prizadevanj več skupin v nemškem odporu za odstavitev nacistične nemške vlade. Kot posledica neuspeha poskusa atentata in neuspelega načrtovanega vojaškega državnega udara, ki naj bi sledil, je Gestapo aretiral več kot 7000 ljudi, od katerih so usmrtili 4.980.